# Liste der Straßen und Plätze in Radebeul-Naundorf
Die Liste der Straßen und Plätze in Radebeul-Naundorf ist ein Auszug aus der Liste der Straßen und Plätze in Radebeul, ergänzt um die jeweiligen Koordinaten sowie um Fotos. Sie gibt eine Übersicht über die Straßen und Plätze im Stadtteil Naundorf der sächsischen Stadt Radebeul. Angeführt werden neben den Namen auch die Stadtteile, durch die die Straßen auch noch verlaufen, das Jahr der letzten Namenswidmung, der Namensgeber sowie ihre ehemaligen Namen. Darüber hinaus sind die in den zugehörigen Straßen liegenden, denkmalgeschützten Bauwerke bzw. Sehenswürdigkeiten wie auch die dort liegenden, mit einem Radebeuler Bauherrenpreis ausgezeichneten Gebäude mit ihren Hausnummern aufgeführt, dazu Anmerkungen sowie ehemalige Bewohner dieser Straße.

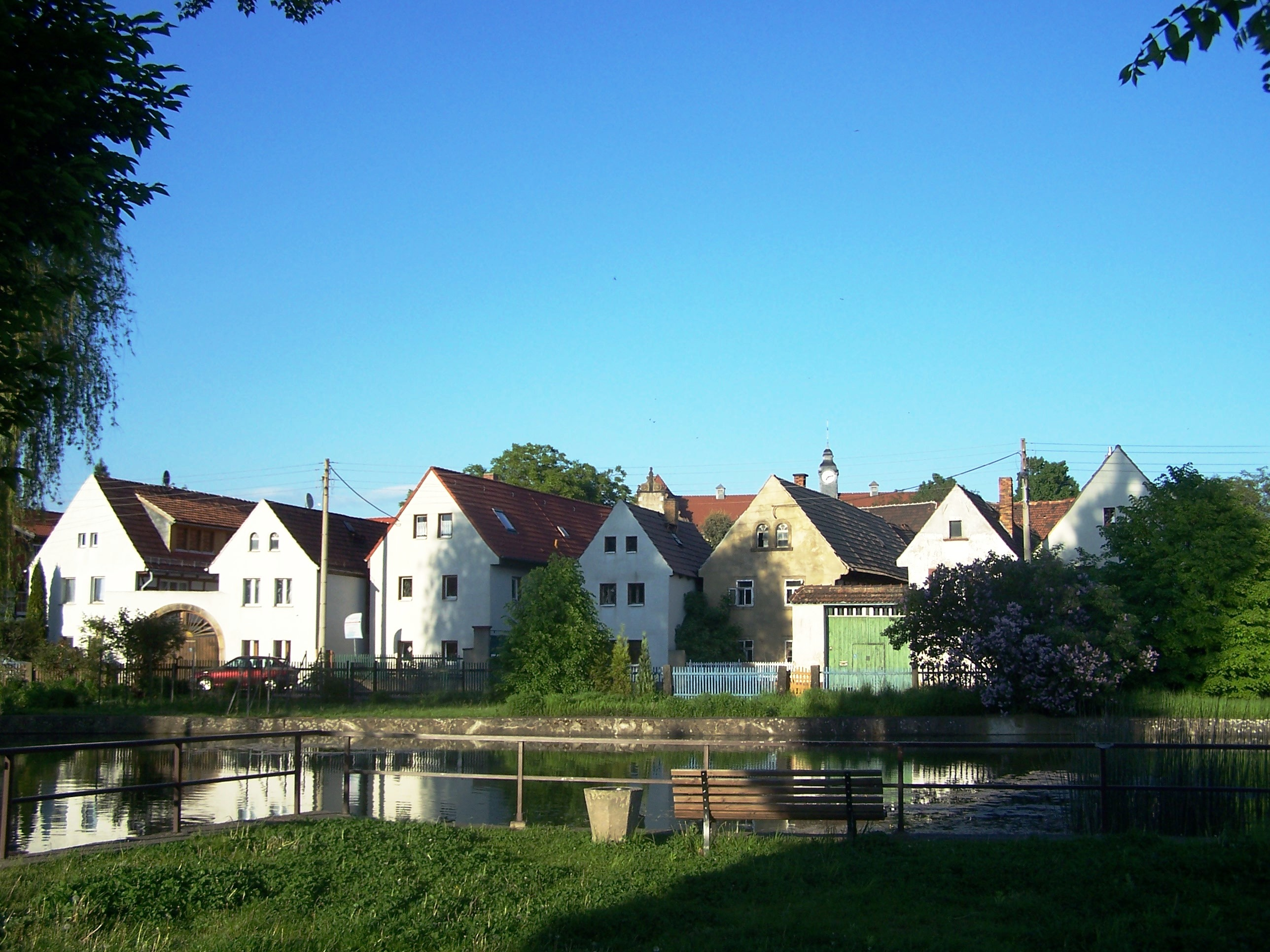
Altnaundorf – Blick über den Teich, im Hintergrund das Schulgebäude

## Legende
Die in der Tabelle verwendeten Spalten listen die im Folgenden erläuterten Informationen auf:
- Straßen-/Platzname: Bezeichnung der einzelnen Straßen und Plätze. (Darunter in Klammern die Koordinaten.)

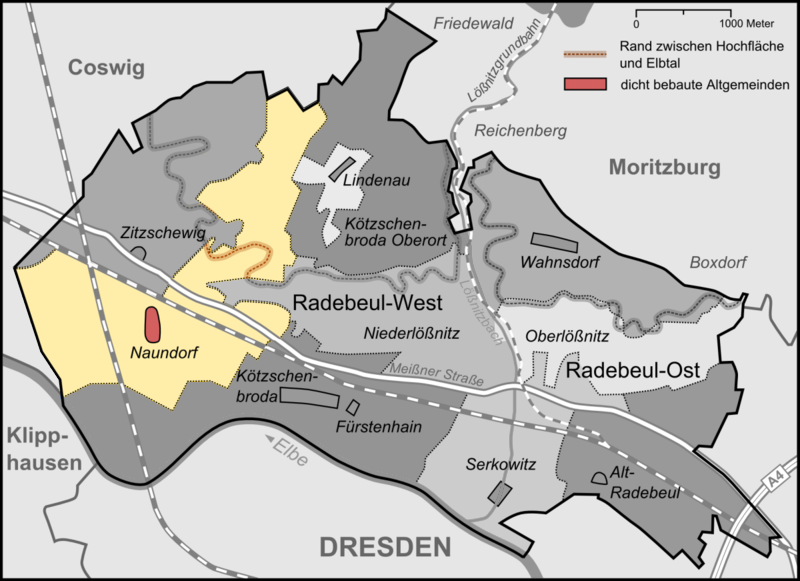
Übersicht über die Lage der Radebeuler Stadtteile

- Weitere Stadtteile: Radebeuler Stadtteile, durch die die Straße ebenfalls führt.
  - FUE: Fürstenhain (Straßenliste)
  - KOE: Kötzschenbroda (Straßenliste)
  - KOO: Kötzschenbroda Oberort (Straßenliste)
  - LIN: Lindenau (Straßenliste)
  - NAU: Naundorf
  - NDL: Niederlößnitz (Straßenliste)
  - OBL: Oberlößnitz (Straßenliste)
  - RAD: Alt-Radebeul (Straßenliste)
  - SER: Serkowitz (Straßenliste)
  - WAH: Wahnsdorf (Straßenliste)
  - ZIT: Zitzschewig (Straßenliste)
- Widmung: Datum der Namenswidmung.
- Namensgeber: Namensgeber der letztmaligen Namenswidmung.
- Alte Namen: Vorherige Namen der Straßen und Plätze.
- Denkmale. Sehenswürdigkeiten. Bauherrenpreise: Hausnummern der in dieser Straße liegenden Denkmale, Kulturdenkmale, Sehenswürdigkeiten (z. B. Erwähnung im Dehio[1][2][3]) oder Bauherrenpreise. (Nummern in Klammer geben die Grundstücksnummer bei namentlich genannten Denkmalen oder Sehenswürdigkeiten an.)
- Bemerkung. Bewohner: Nähere Erläuterung sowie ehemalige Bewohner dieser Straße.
- Bild: Foto der Straße oder des Platzes.

## Straßen- und Platzverzeichnis
| Straßen- / Platzname               | Weitere Stadtteile      | Widmung             | Namensgeber                                  | Alte Namen | Denkmale. Sehenswürdigkeiten. Bauherrenpreise                                                                                          | Bemerkung. Bewohner | Bild                                                            |
| ---------------------------------- | ----------------------- | ------------------- | -------------------------------------------- | --- | --- | --- | --------------------------------------------------------------- |
| Albert-Eyckhout-Straße (Lage)      |                         | 1998                | Albert Eyckhout                              | | | Eyckhout malte die Hoflößnitz aus |                                                                 |
| Altnaundorf (Lage)                 |                         | 1924                | Naundorf                                     | Hauptstraße, nördlicher Teil nach 1920 umgangssprachlich Höpplerplatz                                                             | Kriegerdenkmal, 1, 2, 4, 5, 6, 7, 8, 9, 10, 11, 12, 13, 14, 19, 20, 21, 22, 23, 24, 25, 26, 27, 28, 29, 30, 31, 32, 33, 34, 35, 37, 40 | | Altnaundorf – Blick von Süden, im Vordergrund die Bismarckeiche |
| Am Jacobstein (Lage)               | NDL                     | 1935                | Jacobstein                                   | 1714 Berggasse, vor 1897 Grenzstraße, 1897 Friedrichstraße                                                                        | 9 | historische Berggasse, schon in den Kötzschenbrodaer Rügen (1497) erwähnt. Bei Oeder (um 1600) Teil der Salzstras |                                                                 |
| Am Katzenloch (Lage)               |                         | 1989                |                                              | | | vorher Teil vom Birkenbruch |                                                                 |
| An den Brunnen (Lage)              | KOO                     | 1924                |                                              | um 1600 Am Holzenborn, Auf den Kottenbergen, Ringstraße, 1912 Bergstraße                                                          | 34 | |                                                                 |
| An den Wiesen (Lage)               |                         | 1989                |                                              | | | |                                                                 |
| An der Kaiserbrauerei (Lage)       |                         | 2008                | Kaiserbrauerei                               | | | nach der ehemals anliegenden Kaiserbrauerei |                                                                 |
| An der Unterführung (Lage)         |                         | 1925                |                                              | 1905 Unterführung | 5 | |                                                                 |
| Auerweg (Lage)                     | ZIT                     | 1925                | Waldgasthof zum Auer                         | Wettinallee, Kreyernweg | | | Auerweg Nähe Kroatengrund Ri. NO Datum 11. April 2021, 12:07:54 |
| Auf den Ebenbergen (Lage)          |                         | 1926                | Ebenberge                                    | 1915 Ebenberg | Volkssternwarte (10a), 39 | nach einem alten Flurnamen, der 1322 erstmals urkundlich einen Kötzenbrodaer Weinberg erwähnte, „der Ebend genannt“ | Auf den Ebenbergen, Blick nach Norden                           |
| Auf den Scherzen (Lage)            |                         | 1925                |                                              | 1902 Neue Straße (von der Niederwarthaer Straße aus), Querstraße (von der Fabrikstraße aus)                                       | 3 | historische Flurbezeichnung |                                                                 |
| Bertheltstraße (Lage)              |                         | 1925                | August Berthelt                              | 1905 Schulstraße, Hinter den Gärten                                                                                               | 7, 10, 10a | |                                                                 |
| Brockwitzer Straße (Lage)          |                         | 1940                | Brockwitz                                    | | 2, 4 | |                                                                 |
| Cossebauder Straße (Lage)          | KOE                     | 2000                | Cossebaude                                   | | | Teil der „Naundorfer Querspange“ zwischen der Meißner Straße und der Straßenbrücke Niederwartha, erster größerer Radebeuler Straßenneubau seit dem Zweiten Weltkrieg |                                                                 |
| Coswiger Straße (Lage)             | ZIT                     | 1925                | Coswig                                       | vor 1839 Naundorf-Zitzschewiger Weg, ca. 1839 Kirchweg, Zitzschewiger Straße                                                      | 1, 7 | alter Zitzschewiger Kirchweg nach Kötzschenbroda |                                                                 |
| Eigenheimstraße (Lage)             |                         | 1913                |                                              | | | |                                                                 |
| Fabrikstraße (Lage)                | KOE                     | 1908                |                                              | Ziegelstraße | Lößnitzbad (47) | alter Naundorfer Kirchweg nach Kötzschenbroda |                                                                 |
| Finkenweg (Lage)                   |                         | 1940                |                                              | | | |                                                                 |
| Friedrich-List-Straße (Lage)       |                         | 1924                | Friedrich List                               | | 8, 10, 12, 47 | Dresdner Schnellpressenfabrik, Unitedprint.com |                                                                 |
| Friedsteinstraße (Lage)            |                         | 1895                | Friedstein, Neufriedstein                    | | | |                                                                 |
| Gauernitzer Straße (Lage)          |                         | 1998                | Gauernitz                                    | | | |                                                                 |
| Großstückenweg (Lage)              |                         | 1925                |                                              | Jägerweg (Volksmund) | | nach altem Flurnamen (Großstücke) | Beginn des Großstückenwegs am Zweiseithof Coswiger Straße 1     |
| Hermann-Löns-Weg (Lage)            | KOO                     | 1939                | Hermann Löns                                 | | | |                                                                 |
| Hinter den Gärten (Lage)           |                         | 1925                |                                              | Heckenweg, um 1900 Gartenstraße                                                                                                   | | |                                                                 |
| Hinter den Weinbergen (Lage)       |                         | 1995                |                                              | | | |                                                                 |
| Horkenweg (Lage)                   |                         | 1924                |                                              | 1905 Weststraße | 1 | nach dem alten Flurnamen „Horken“ |                                                                 |
| Johannisbergstraße (Lage)          |                         | 1925                | Johannisberg                                 | ca. 1900 Moritzburger Straße | | Emil Nacke, Gerhard Madaus |                                                                 |
| Kapellenweg (Lage)                 | ZIT                     | 1926                | Johanneskapelle Naundorf-Zitzschewig         | Grenzweg, Bischofspressenweg | Friedhof Naundorf-Zitzschewig (14) mit Johanneskapelle                                                                                 | |                                                                 |
| Käuzchenweg (Lage)                 | KOO                     | 1988                |                                              | | | |                                                                 |
| Kleinstückenweg (Lage)             |                         | 1940                |                                              | | | bereits um 1800 gebräuchlicher Flurname „Kleinstücke“ |                                                                 |
| Knollenweg (Lage)                  |                         | 1921                |                                              | Knollengasse | 8 | nach einer schon um 1400 gebräuchlichen Weinbergsbezeichnung (Knol). Carl Pfeiffer |                                                                 |
| Kötitzer Straße (Lage)             | KOE                     | 1924                | Kötitz                                       | Glanze, Fürstenweg | 39, 70, 113, 125, 127, 129, 131, 133, 135, 137, 139, 141, 143                                                                          | alter Kommunikationsweg zwischen Kötzschenbroda und Kötitz |                                                                 |
| Kottenleite (Lage)                 | NDL, KOO                | 1924                |                                              | Kottenleitenweg, 1900 Forststraße                                                                                                 | 22 | entlang eines alten Viehwegs zwischen Naundorf und Lindenau, der östlich gelegene Hang bereits im frühen 19. Jh. Kottenleithe |                                                                 |
| Kroatengrund (Lage)                |                         | 1924                |                                              | Im unteren Teil ursprünglich Knollngrund                                                                                          | | nach einer unbewiesenen Überlieferung über das dortige Biwakieren kroatischer Soldaten im Siebenjährigen Krieg (1759). Der Platz an der Berghäusergemeinde um 1839 als Am Kroatengrund aktenkundig | Kroatengrund am Auerweg Ri. S                                   |
| Kroatenplatz (Lage)                |                         |                     |                                              | um 1839 Am Kroatengrund | | nach einer unbewiesenen Überlieferung über das dortige Biwakieren kroatischer Soldaten im Siebenjährigen Krieg (1759). Der Platz an der Berghäusergemeinde um 1839 als Am Kroatengrund aktenkundig |                                                                 |
| Lindenweg (Lage)                   |                         | 1993                |                                              | | | |                                                                 |
| Meißner Straße (Lage)              | ZIT, KOE, NDL, SER, RAD | 1935, 1991 erneuert | Meißen                                       | 1788 Chaussee bzw. Leipzig-Dresdner Chaussee, Meissener Straße, 1935 Meißner Straße, 1945 Stalinstraße, 1961 Wilhelm-Pieck-Straße | 312, 317, 322, 333 | Teil der Fernchaussee Dresden–Leipzig, die 1788 die hochwassergefährdete Fernstraße (Kötzschenbrodaer Straße) ersetzte. |                                                                 |
| Mittlere Bergstraße (Lage)         | NDL, ZIT                | 1897                |                                              | | 12, 14, 20 | Teil der historischen Salzstraße. |                                                                 |
| Mittlere Johannisbergstraße (Lage) |                         | 2000                | Johannisberg                                 | ca. 1900 Teilstück der Moritzburger Straße, 1925 Teilstück der Johannisbergstraße                                                 | | |                                                                 |
| Mohrenstraße (Lage)                | NDL                     | 1915                | Mohrenhaus                                   | 1715 Wüste Gasse, 19. Jh. Hohlweg um 1895 Ebengäßchen                                                                             | 14, 16 | Burkhart Ebe |                                                                 |
| Nach der Schiffsmühle (Lage)       |                         | 1935                | Naundorfer oder Kötitzer Schiffsmühle        | Mühlweg | | alter Weg von Zitzschewig zur Kötitzer Schiffsmühle |                                                                 |
| Niederwarthaer Straße (Lage)       | KOE                     | 1897                | Niederwartha                                 | | | historischer Weg zwischen Naundorf und der Elbfurt nach Niederwartha. Teilstück eines der ältesten Wege in der Lößnitz, der die linkselbischen Höhenorte über die Elbfurt mit der alten Salzstraße verband |                                                                 |
| Obere Johannisbergstraße (Lage)    |                         | 2000                | Johannisberg                                 | ca. 1900 Teilstück der Moritzburger Straße, 1925 Teilstück der Johannisbergstraße                                                 | 15/17 | Hofböttchermeister Jacob Krause, August Josef Ludwig von Wackerbarth, Emil Nacke, Gerhard Madaus |                                                                 |
| Rietzschkegrund (Lage)             | ZIT, KOO                | 1897 (amtlich)      | Rietzschkegrund                              | 1686 Bettelgrund | | Die gleichnamige Straße verläuft in Zitzschewig durch den Rietzschkegrund, durch den die Rietzschke fließt. |                                                                 |
| Schützenweg (Lage)                 |                         | 1925                | Bogenschützen-Gesellschaft zu Kötzschenbroda | Ende 19. Jh. Schützenstraße (Reststück, siehe Wilhelm-Eichler-Straße)                                                             | | Teil des Zitzschewiger Kirchwegs nach Kötzschenbroda |                                                                 |
| Sörnewitzer Straße (Lage)          |                         | 1999                | Sörnewitz                                    | Großstückenweg (Teilstück) | | |                                                                 |
| Tännichtweg (Lage)                 |                         | 1936                |                                              | | 41, 43, 45, 47 | |                                                                 |
| Wackerbarthstraße (Lage)           |                         | 1933                | Wackerbarths Ruh’                            | Niederlößnitzer Straße | Schloss Wackerbarth | Ursprüngliche Adresse: Am Jacobstein 44 (Niederlößnitz), die neuen Produktionshallen stehen dagegen auf Naundorfer Flur. Auch Mittlere Bergstraße. August Christoph von Wackerbarth, Joseph Anton Gabaleon von Wackerbarth-Salmour, Christian Friedrich von Gregory, August Josef Ludwig von Wackerbarth, Carl Lang, Elise Polko, Albert von Carlowitz, Johann Georg Theodor Grässe |                                                                 |
| Weinböhlaer Straße (Lage)          |                         | 2000                | Weinböhla                                    | | | |                                                                 |
| Weistropper Straße (Lage)          |                         | 1940                | Weistropp                                    | | 1/3, 5/7, 2, 4/6, 8/10, 9/11, 12, 13/15                                                                                                | |                                                                 |
| Winterkehle (Lage)                 |                         | 1928                |                                              | | | bereits im frühen 18. Jh. gebräuchlicher Naundorfer Flurname |                                                                 |
| Ziegeleiweg (Lage)                 |                         | 1935                |                                              | Ziegelweg | | |                                                                 |